# 礒恒之
礒 恒之（いそ つねゆき、1975年11月29日 - ）は、栃木県出身の元プロ野球選手（投手）。

## 経歴
小学5年の時に父がコーチを務めるチームで野球を始める。栃木・黒羽高校では1年秋からエースだった。卒業後、城西大学に入り、4年春に6勝を挙げ首都大学野球リーグ初優勝に貢献し、最優秀投手に選ばれた。秋は最下位となるも入替戦の3戦目は完投で1部残留を決めた。大学通算38試合に登板、15勝10敗。
1997年のプロ野球ドラフト会議で千葉ロッテマリーンズから4位指名を受け入団。
ルーキー時代から全身を大きく使った豪快なフォームから繰り出す140km/h台後半のキレのあるストレートを武器に先発・中継ぎとして登板。1998年にロッテがプロ野球記録となる18連敗を喫した際に、13連敗目と15連敗目の敗戦投手となった。その年以降活躍を期待されるも1軍での出番は減少。2002年は1軍登板はなく、同年限りで退団。
翌2003年、社会人野球の住友金属鹿島に元阪神タイガースの吉田浩とともに入部。
2005年は佐川急便の軟式野球部でプレーし、翌年よりロッテが技術提供を行っている中国リーグ江蘇ホープスターズで選手兼コーチとしてプレー。

## 詳細情報

### 年度別投手成績
| 年 度     | 球 団     | 登 板 | 先 発 | 完 投 | 完 封 | 無 四 球 | 勝 利 | 敗 戦 | セ 丨 ブ | ホ 丨 ル ド | 勝 率 | 打 者 | 投 球 回 | 被 安 打 | 被 本 塁 打 | 与 四 球 | 敬 遠 | 与 死 球 | 奪 三 振 | 暴 投 | ボ 丨 ク | 失 点 | 自 責 点 | 防 御 率 | W H I P |
| --------- | --------- | ----- | ----- | ----- | ----- | -------- | ----- | ----- | -------- | ----------- | ----- | ----- | -------- | -------- | ----------- | -------- | ----- | -------- | -------- | ----- | -------- | ----- | -------- | -------- | ------- |
| 1998      | ロッテ    | 16    | 10    | 1     | 0     | 0        | 3     | 4     | 0        | --          | .429  | 252   | 55.2     | 58       | 10          | 30       | 2     | 2        | 37       | 7     | 0        | 36    | 35       | 5.66     | 1.58    |
| 1999      | ロッテ    | 14    | 6     | 0     | 0     | 0        | 4     | 5     | 0        | --          | .444  | 184   | 40.1     | 42       | 5           | 19       | 1     | 2        | 34       | 4     | 0        | 25    | 25       | 5.58     | 1.51    |
| 2000      | ロッテ    | 3     | 0     | 0     | 0     | 0        | 0     | 0     | 0        | --          | ----  | 24    | 6.0      | 4        | 0           | 2        | 0     | 0        | 4        | 0     | 0        | 0     | 0        | 0.00     | 1.00    |
| 2001      | ロッテ    | 2     | 0     | 0     | 0     | 0        | 0     | 0     | 0        | --          | ----  | 8     | 2.0      | 2        | 0           | 0        | 0     | 0        | 0        | 0     | 0        | 0     | 0        | 0.00     | 1.00    |
| 通算：4年 | 通算：4年 | 35    | 16    | 1     | 0     | 0        | 7     | 9     | 0        | --          | .438  | 468   | 104.0    | 106      | 15          | 51       | 3     | 4        | 75       | 11    | 0        | 61    | 60       | 5.19     | 1.51    |

### 記録
- 初登板：1998年4月19日、対日本ハムファイターズ3回戦（長崎ビッグNスタジアム）、1回裏2死に2番手で救援登板、3回1/3無失点
- 初奪三振：同上、1回裏に田口昌徳から
- 初先発・初勝利：1998年4月30日、対オリックス・ブルーウェーブ5回戦（千葉マリンスタジアム）、5回1失点
- 初完投勝利：1998年8月5日、対オリックス・ブルーウェーブ20回戦（千葉マリンスタジアム）、5回1失点（雨天コールド）
- 1球敗戦投手：1999年9月15日、対西武ライオンズ23回戦（西武ドーム）、9回裏無死に垣内哲也に左越サヨナラソロ　※史上15人目

### 背番号
- 47 （1998年 - 2002年）
- 36 （2006年 - 2007年）